# Hok Sochetra
Hok Sochetra (ur. 27 lipca 1974 w Republice Khmerów) – kambodżański piłkarz, grający na pozycji napastnika, trener piłkarski.

## Kariera piłkarska

### Kariera klubowa
Występował w klubach Samart United, Hello United i Phnom Penh Empire. W 2009 powrócił do kariery piłkarza w Preah Khan Reach FC

### Kariera reprezentacyjna
W 1995 debiutował w narodowej reprezentacji Kambodży, barwy której bronił do 2003.

## Kariera trenerska
Najpierw trenował Post Tel FC.
Od lipca do października 2012 roku prowadził reprezentację Kambodży, ale zrezygnował po czterech porażkach w czterech meczach w kwalifikacjach do Mistrzostw Azji Południowo-Wschodniej.